# سس (سرده)

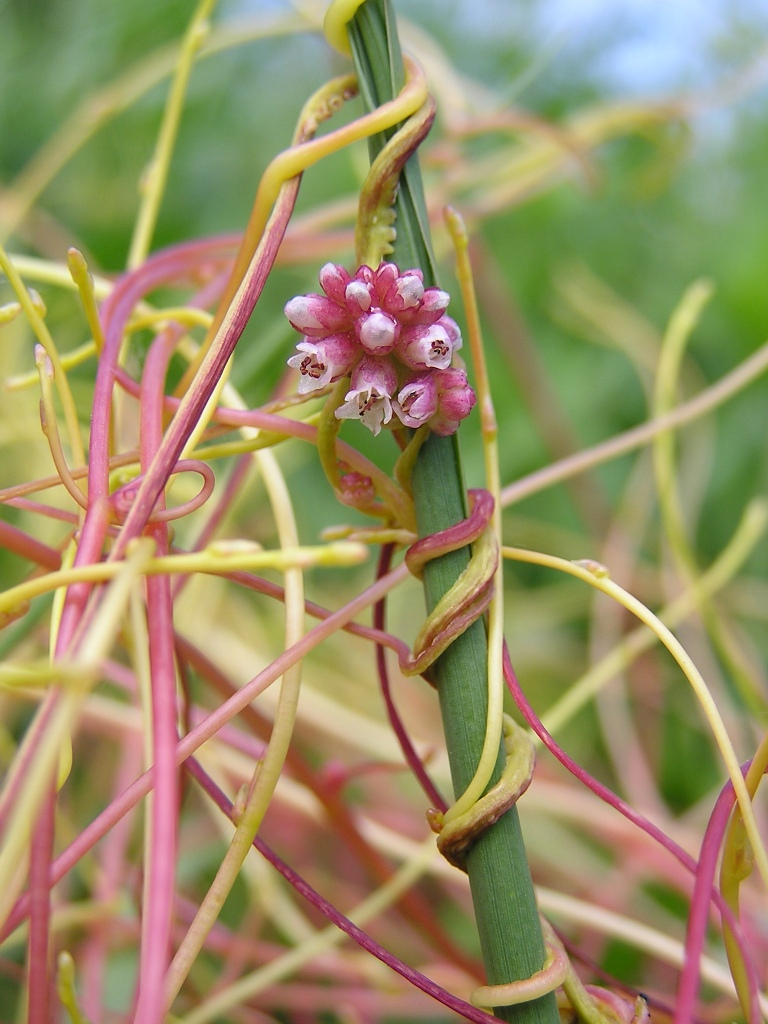

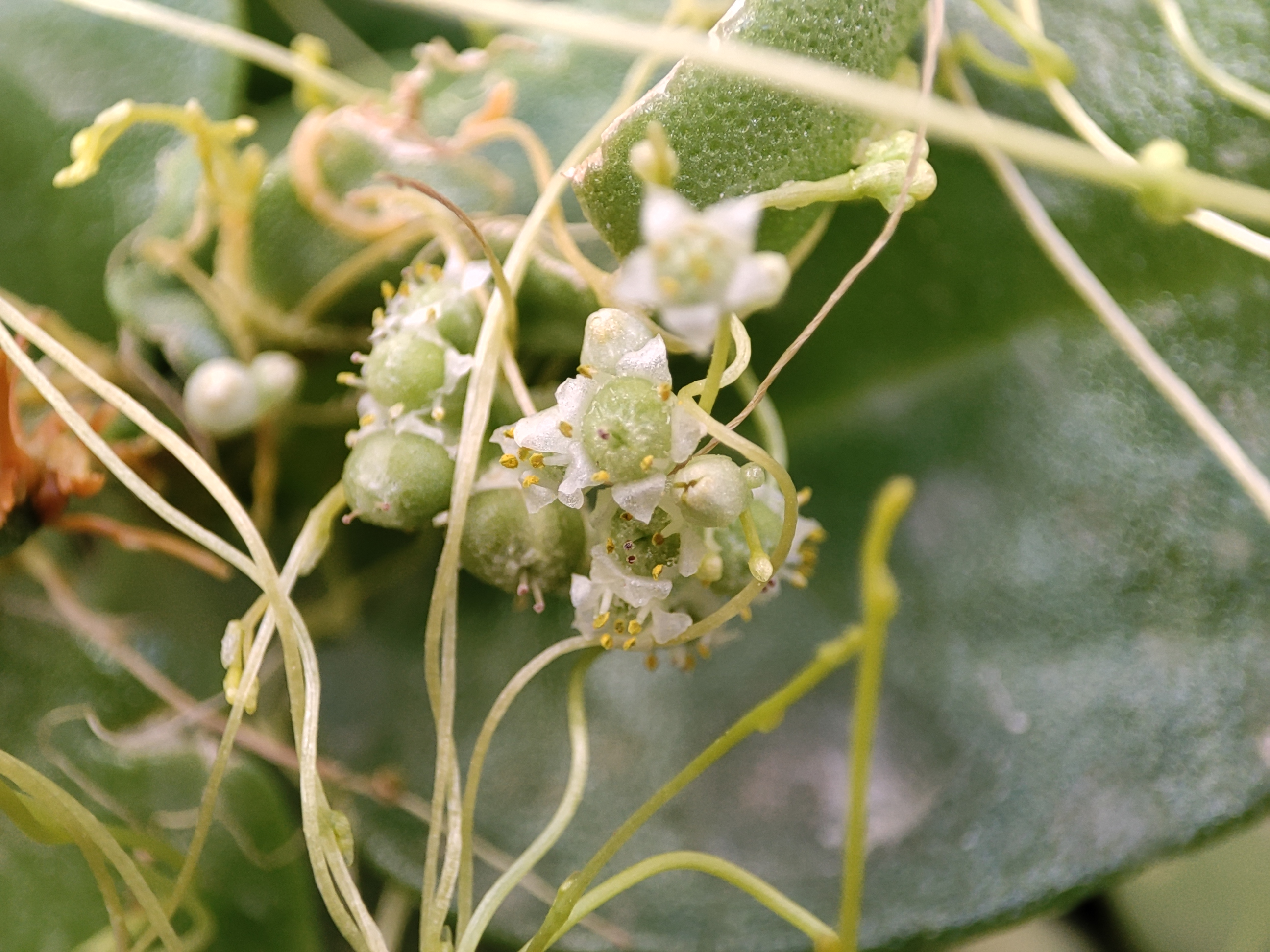
گل سس

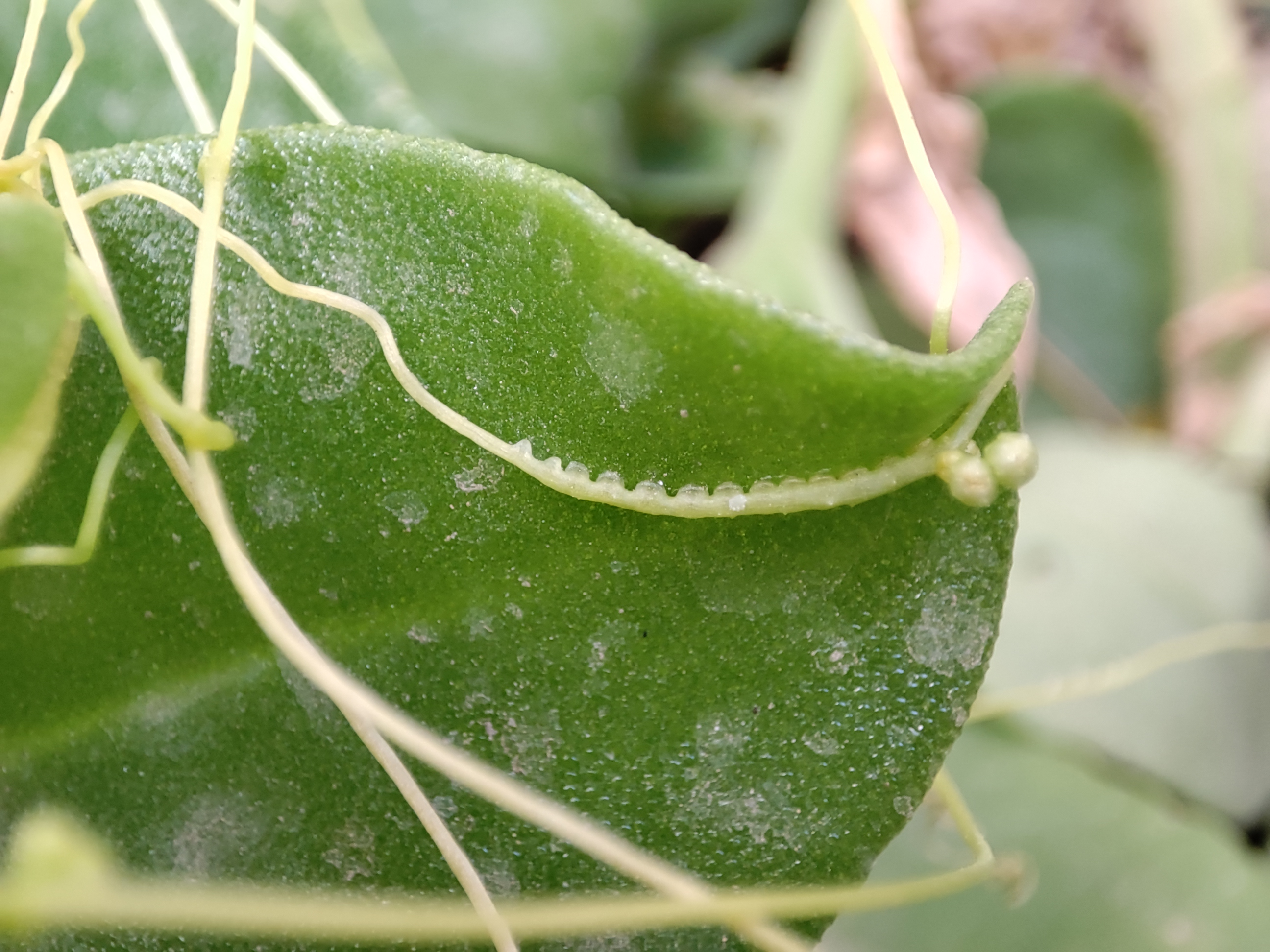
چسبیدن سس به میزبان، استان فارس

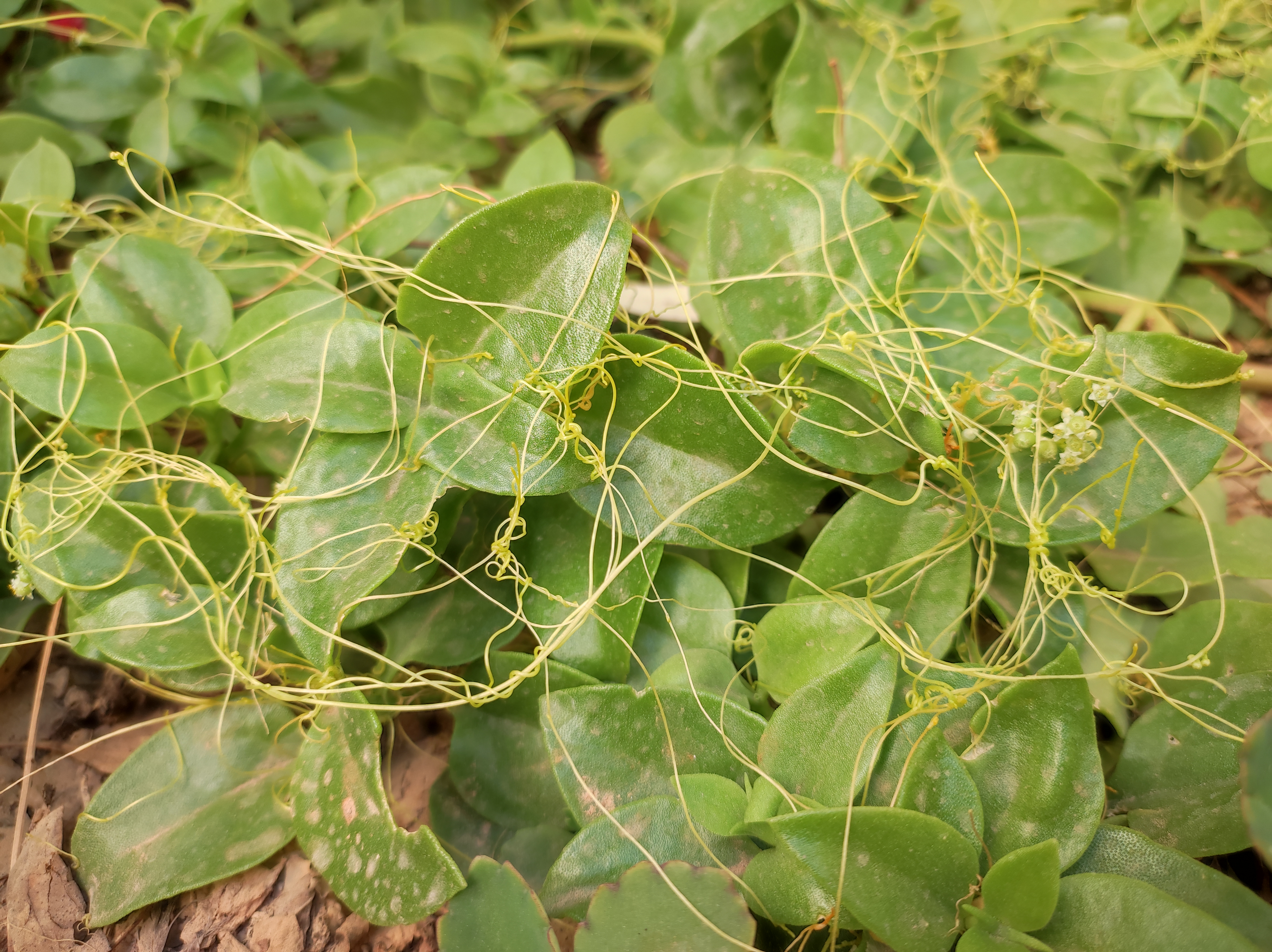
سس روی گیاه میزبان

سِس (نام علمی: Cuscuta) یک گیاه کاملاً انگلی است که ریشه و برگ ندارد و مواد غذایی مورد نیاز خود را به‌طور کامل از گیاه میزبان می‌گیرد. بذر گیاه سس به مدت بسیار طولانی در خاک می‌ماند و گاه تا ۱۳ سال در خاک دوام می‌آورد و قادر به جوانه زدن است.

## رده‌بندی علمی گیاه سس
با نام علمی (Cuscuta) از تبار سسیان (Cuscutaceae) که بعضی‌ها از آن به عنوان تنها عضو انگلی خانواده (Convolvulacrae)(پیچک) یاد می‌کنند.
سسیان تیره‌ای انگلی از بادنجان‌سانانِ غالباً بالارونده و پیچان هستند که سبزینه ندارند و با اندام‌های مکنده به نامه مکینه (Haustorium) به میزبان خود می‌چسبند.

## طریقه گسترش

بذر سس هنگامی که در شرایط مساعد قرار می‌گیرد جوانه می‌زند و یک ساقه زیرزمینی تولید می‌کند که این ساقه زیرزمینی به‌طور بسیار جالبی در خاک حرکت می‌کند تا به ریشه گیاه میزبان برسد. نحوه حرکت سس به این صورت است که پس از اینکه تمامی محتویات بذر صرف رشد ساقه زیرزمینی شد جوانه انتهایی ساقه زیرزمینی انرژی خود را برای رشد از خود ساقه می‌گیرد به این صورت که مواد غذایی موجود در انتهای ساقه زیرزمینی را می‌گیرد و صرف رشد خود ساقه زیرزمینی می‌کند به این ترتیب از انتهای ساقه زیرزمینی کاسته و به ابتدای ان اضافه می‌شود و ساقه زیرزمینی رو به جلو حرکت می‌کند. جهت حرکت هم اتفاقی است این حرکت تا به آنجا ادامه می‌یابد که یا ساقه زیرزمینی به ریشه گیاه میزبان می‌رسد و با ترشح آنزیم‌هایی دیواره سلولی را شکافته و اندام مکنده خود را وارد ریشه می‌کند و از مواد غذایی ساخته شده توسط گیاه میزبان برای رشد و تولید مثل خود استفاده می‌کند یا در این مدت به هیچ گیاهی برخورد نمی‌کند و مواد غذایی خود را تماماً استفاده می‌کند و از بین می‌رود. ساقه سس زردرنگ می‌باشد و روی طیف وسیعی از گیاهان رشد می‌کند و باعث از بین رفتن یا ضعیف شدن گیاه میزبان می‌شود.

## گونه‌ها
- سس اروپاییCuscuta europaea
- سس انبوه Cuscuta approximata
- سس چینی Cuscuta chinensis
- سس رایج Cuscuta campestris
- سس ژاپنی Cuscuta japonica
- سس شبدری Cuscuta epithymum
- سس کالیفرنیا Cuscuta californica
- سس نخ‌طلایی Cuscuta pacifica

## راه‌های عمومی مبارزه با سس
- استفاده از بذر خالص
- از کودها آلوده دامی استفاده نکنید و از چرا دام در مزارع آلوده به سس جدا خودداری کنید.
- سس را قبل از به بذر نشستن به هر طرق ممکن نابود نمایید: مکانیکی. شیمیایی. سوزانیدن و غیره؛ زیرا همین بذرها خاک را برای سال آینده آلوده می‌سازند.
- هر قطعه از رشته‌های سس در طول فصل بهار و تابستان به تنهایی می‌تواند رشد کرده و آلودگی ایجاد نماید؛ لذا به هنگام مبارزه مکانیکی کلیه سس‌های کنده شده باید در جایی به دور از محصول جمع‌آوری و روی آن نیز خاک ریخته شود. یا بهتر این که سوزانیده شوند تا بذرهای موجود نیز از میان بروند.
- ایجاد تناوب زراعی در زمین‌های آلوده به سس با کاشت محصولات مقاوم مانند: گندم. جو. ذرت یا سویا.
- شخم عمیق بذرهای جدید سس را به عمق خاک می‌برد و از جوانه زدن آنها جلوگیری به عمل می‌آورد. زمین‌های که به این منظور شخم زده می‌شوند باید تا چندین سال بعد شخم عمیق زده نشوند تا از بالا آمدن بذور دفن شده جلوگیری به عمل آید. البته این عمل باعث می‌شود تعدادی از بذرهای دفن شده در عمق خاک نیز به سطح آورده شوند برای مبارزه با این بذور تیلر یا شخم کم عمق در بهار جوانه‌های سس را نابود می‌سازد.

## نگارخانه

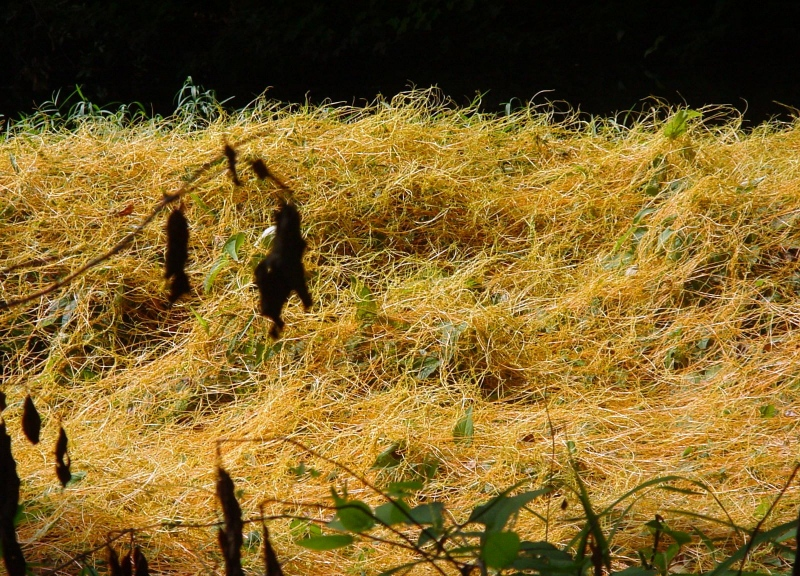
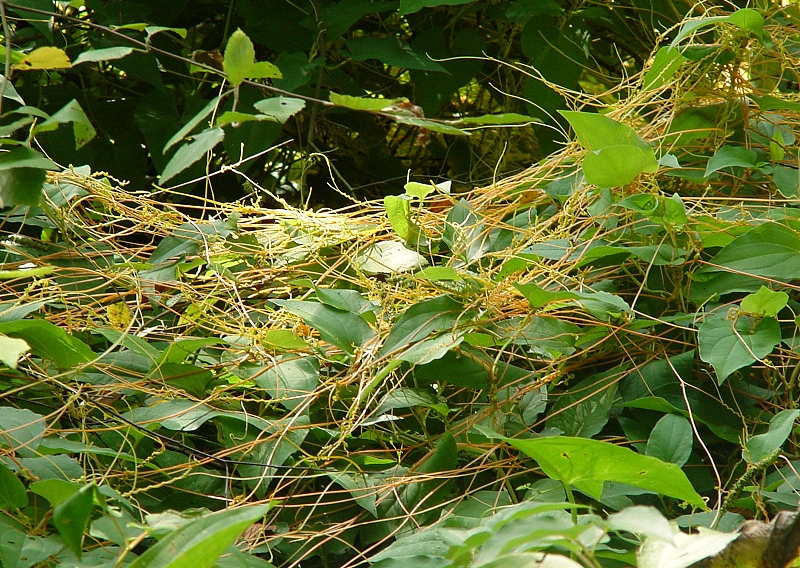
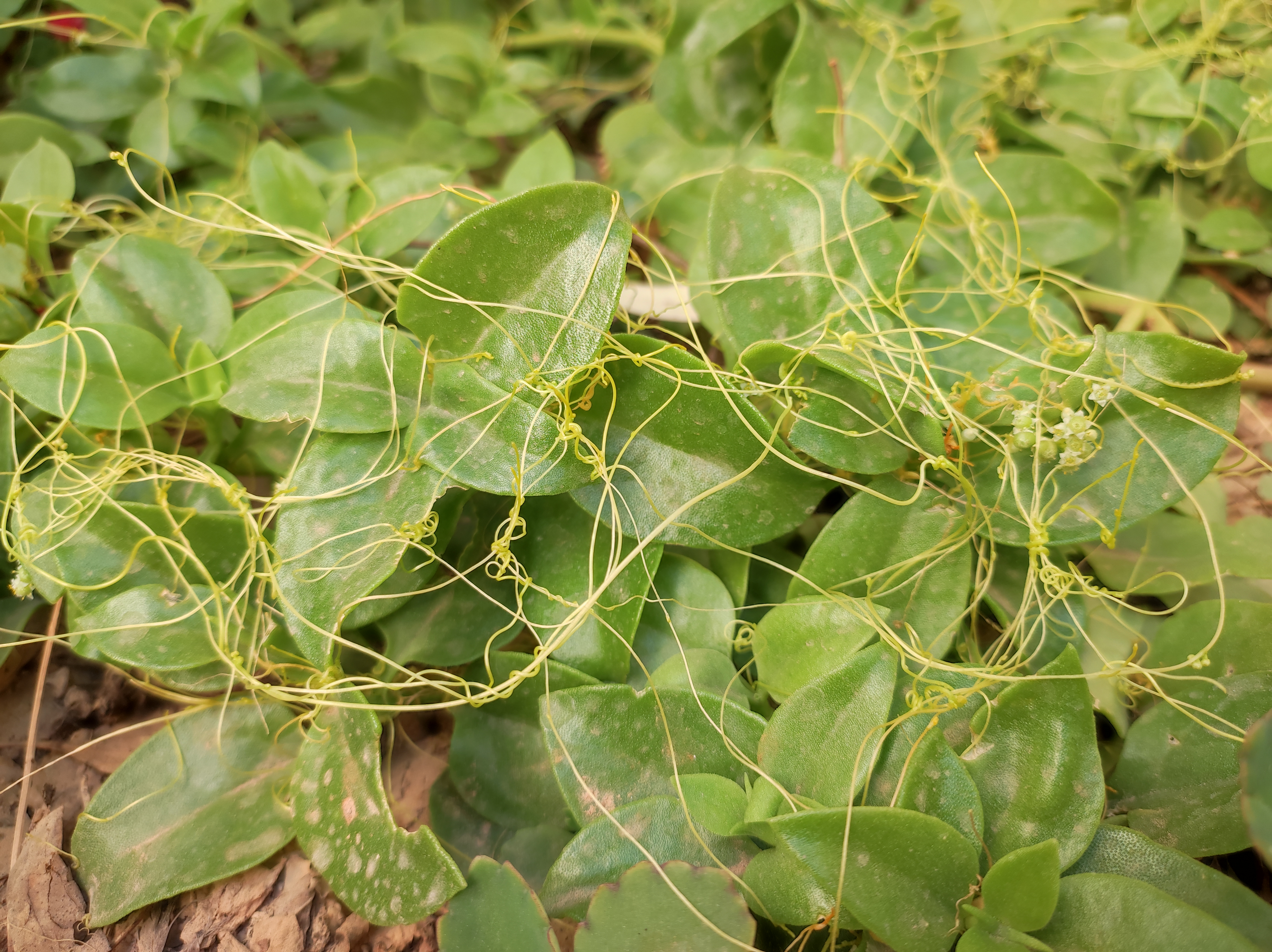
سس، ایران
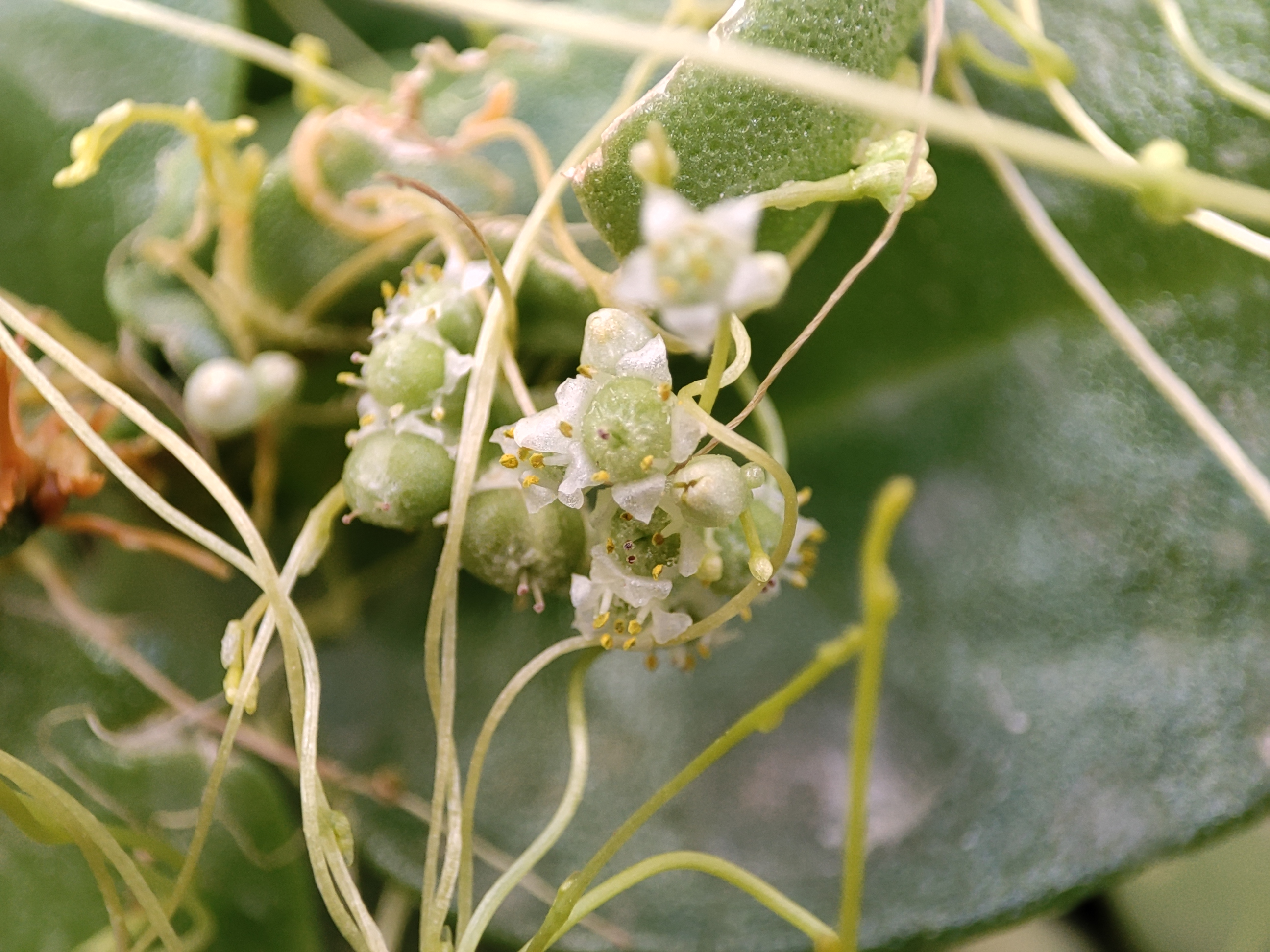
گل سس، ایران
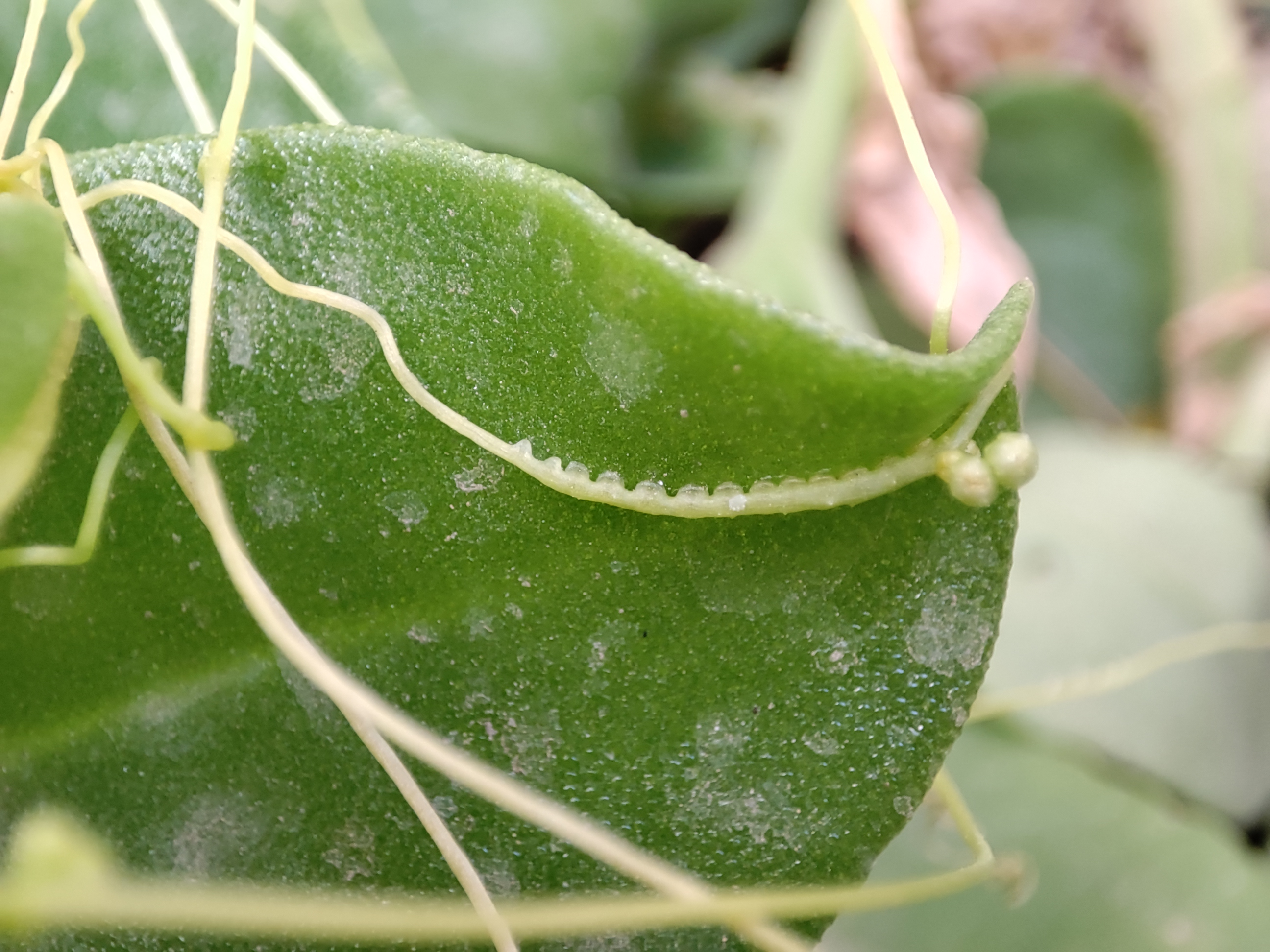
سس، ایران